# Засур'є (Краснощоковський район)
Засу́р'є (рос. Засурье) — селище у складі Краснощоковського району Алтайського краю, Росія. Входить до складу Карповської сільської ради.

## Населення
Населення — 131 особа (2010; 153 у 2002).
Національний склад (станом на 2002 рік):
- росіяни — 92 %